# Mistrovství Československa silničních motocyklů 1957
Mistrovství Československa silničních motocyklů 1957 se konalo v objemových třídách do 175, 250, 350 a 500 cm³. 

### Závody
- - Z1 = Uherské Hradiště 28. 4. 1957 – okruh 4 350 metrů;
  - Z2 = Jičín 12. 5. 1957 – okruh 14 500 metrů;
  - Z3 = Litomyšl 28. 7. 1957 – okruh 10 800 metrů
  - Z4 = Brno - Velká cena 25. 8. 1957 – okruh 17 800 metrů;

## Legenda

### Body za umístění
- - 1. místo – 6 bodů
  - 2. místo – 4 body
  - 3. místo – 3 body
  - 4. místo – 2 body
  - 5. místo – 1 bod

- Započítávají se 3 nejlepší výsledky ze 4

### Vysvětlivky
- - BC = Body celkem
  - BZ = Body započítávané

## Třída do 175 cm³
| Pořadí | Jméno            | Místo          | Moto   | Z1 | Z2 | Z3 | Z4 | BC | BZ |
| ------ | ---------------- | -------------- | ------ | -- | -- | -- | -- | -- | -- |
| 1.     | František Bartoš | Ostrava        | ČZ OHC | 1  | 1  | 1  | 2  | 22 | 18 |
| 2.     | Stanislav Malina | Strakonice     | ČZ OHC | 3  | 2  |    | 1  | 13 | 13 |
| 3.     | Karel Bojer      | Strakonice     | ČZ     |    | 3  | 2  | 3  | 10 | 10 |
| 4.     | František Kročka | Jur            | ČZ     | 2  | 4  |    |    | 6  | 6  |
| 5.     | František Boček  | Praha          | ČZ     |    |    | 3  |    | 3  | 3  |
| 6.     | Václav Parus     | Praha          | ČZ     | 4  |    |    |    | 2  | 2  |
| 6.     | Bohumil Řezníček | Šumperk        | ČZ     |    |    | 4  |    | 2  | 2  |
| 8.     | Stanislav Klátil | Gottwaldov     | ČZ     |    |    |    | 5  | 1  | 1  |
| 8.     | Jiří Beneš       | Teplice        | ČZ     |    | 5  |    |    | 1  | 1  |
| 8.     | Oldřich Fišer    | Ústí nad Labem | ČZ     |    |    | 5  |    | 1  | 1  |
| 8.     | Josef Vejvoda    | Praha          | ČZ OHC |    |    |    | 5  | 1  | 1  |

## Třída do 250 cm³
| Pořadí | Jméno             | Místo                  | Moto     | Z1 | Z2 | Z3 | Z4 | BC | BZ |
| ------ | ----------------- | ---------------------- | -------- | -- | -- | -- | -- | -- | -- |
| 1.     | Jiří Koštíř       | Strakonice             | ČZ OHC   |    | 2  | 1  | 1  | 16 | 16 |
| 2.     | František Šťastný | Praha                  | Jawa OHC |    | 1  |    | 2  | 10 | 10 |
| 3.     | František Bartoš  | Ostrava                | ČZ OHC   | 1  | 3  |    |    | 9  | 9  |
| 4.     | Stanislav Malina  | Praha                  | ČZ OHC   |    |    | 2  | 3  | 7  | 7  |
| 5.     | Tomáš Smatlánek   | Trenčín                | ČZ OHC   | 2  |    |    |    | 4  | 4  |
| 6.     | Milouš Hečko      | Ostrava                | ČZ OHC   | 3  |    |    |    | 3  | 3  |
| 6.     | Josef Křížek      | Praha                  | Jawa     |    |    | 3  |    | 3  | 3  |
| 8.     | Miroslav Kudrnáč  | Dvůr Králové nad Labem | ČZ OHC   | 4  |    | 5  |    | 3  | 3  |
| 9.     | Vlastimil Rain    | Dvůr Králové nad Labem | Ravo     |    | 4  |    |    | 2  | 2  |
| 9.     | Václav Vaněk      | Duchcov                | Jawa     |    |    | 4  |    | 2  | 2  |
| 9.     | Josef Lukšík      | Plzeň                  | ČZ OHC   |    |    |    | 4  | 2  | 2  |
| 12.    | Robert Zapletal   | Hulín                  | ČZ OHC   | 5  |    |    |    | 1  | 1  |

## Třída do 350 cm³
| Pořadí | Jméno             | Místo             | Moto     | Z1 | Z2 | Z3 | Z4 | BC | BZ |
| ------ | ----------------- | ----------------- | -------- | -- | -- | -- | -- | -- | -- |
| 1.     | Gustav Havel      | Praha             | Jawa OHC | 1  | 2  |    |    | 10 | 10 |
| 2.     | Miroslav Čada     | Miroslav          | Jawa OHC |    | 3  |    | 2  | 7  | 7  |
| 3.     | František Šťastný | Praha             | Jawa OHC |    | 1  |    |    | 6  | 6  |
| 3.     | Pavel Slavíček    | Praha             | Jawa OHC |    |    | 1  |    | 6  | 6  |
| 3.     | František Srna    | Pezinok           | ČZ OHC   |    |    |    | 1  | 6  | 6  |
| 6.     | Bořivoj Sedlák    | Brno              | Norton   | 2  |    | 4  |    | 6  | 6  |
| 7.     | Jan Janouš        | Praha             | Jawa OHC |    |    | 2  |    | 4  | 4  |
| 8.     | Ladislav Štajner  | Praha             | Jawa OHC | 3  |    |    |    | 3  | 3  |
| 8.     | Josef Lukšík      | Plzeň             | ČZ OHC   |    |    | 3  |    | 3  | 3  |
| 10.    | Robert Zapletal   | Hulín             | Jawa     | 4  |    |    |    | 2  | 2  |
| 10.    | František Helikar | Praha             | Jawa OHC |    | 4  |    |    | 2  | 2  |
| 12.    | Oldřich Kába      | Týnec nad Sázavou | Jawa     | 5  |    |    |    | 1  | 1  |
| 12.    | Alexander Deraha  | Velké Meziříčí    | ČZ OHC   |    |    | 5  |    | 1  | 1  |

## Třída do 500 cm³
| Pořadí | Jméno            | Místo     | Moto     | Z1 | Z2 | Z3 | Z4 | BC | BZ |
| ------ | ---------------- | --------- | -------- | -- | -- | -- | -- | -- | -- |
| 1.     | Jan Bílý         | Prostějov | Norton   | 2  | 3  | 2  | 1  | 17 | 14 |
| 2.     | Gustav Havel     | Praha     | Jawa OHC |    | 1  | 1  |    | 12 | 12 |
| 3.     | Miroslav Berkman | Praha     | Jawa OHC |    | 2  | 3  |    | 7  | 7  |
| 4.     | Jan Janouš       | Praha     | Jawa OHC | 1  |    |    |    | 6  | 6  |
| 5.     | Václav Vaněk     | Duchcov   | Norton   | 3  |    |    |    | 3  | 3  |